# Opera hadművelet

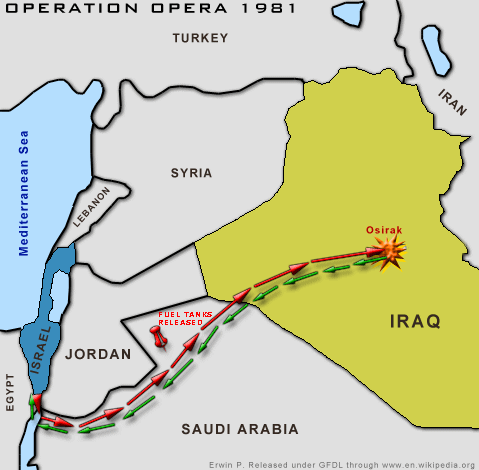
Az izraeli repülőgépek útja Bagdadig

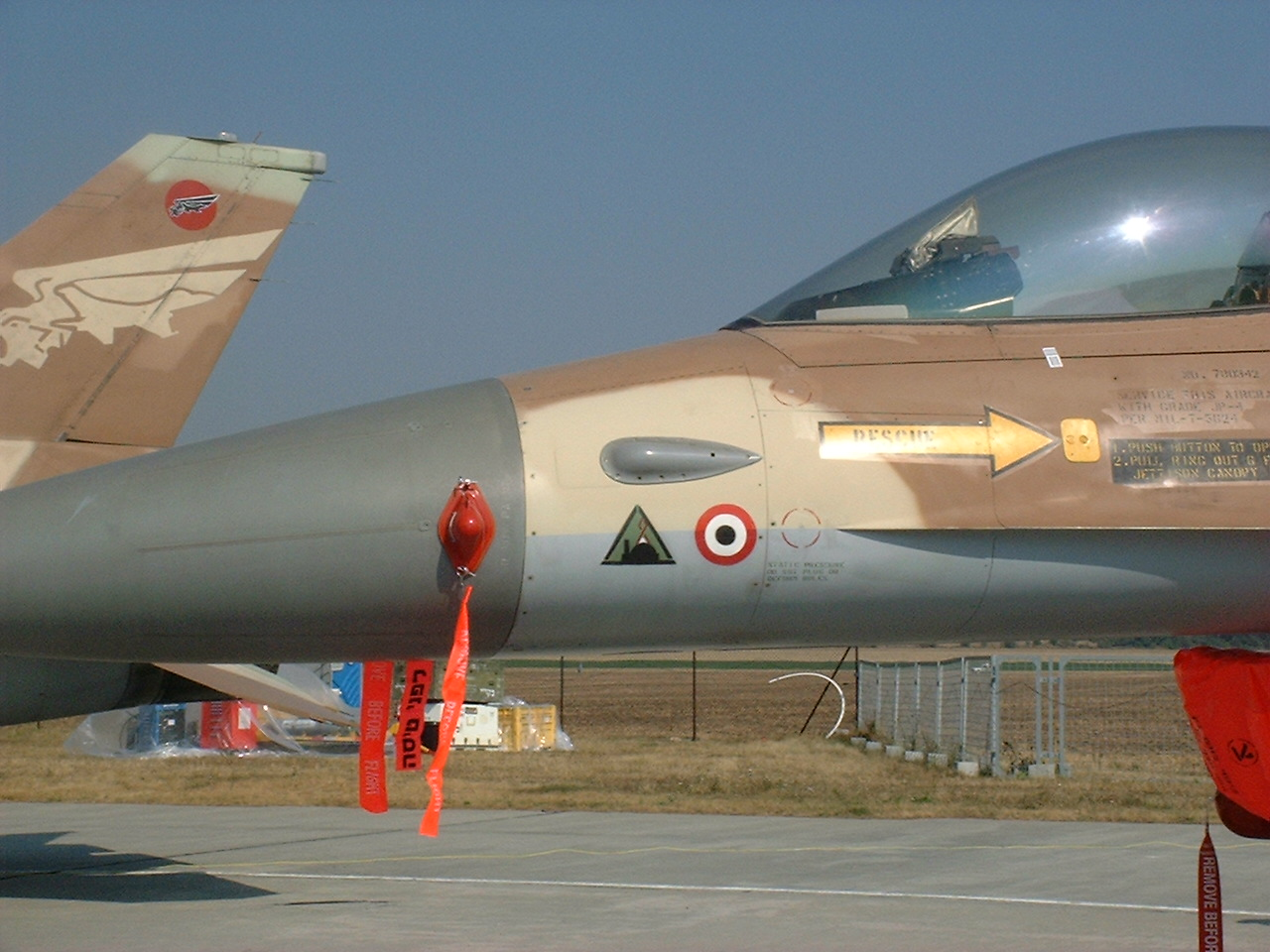
Ílán Rámón F–16A-jának orra, az Opera hadművelet háromszög alakú emblémájával és egy légi győzelmet jelképező szír felségjellel.

Az „Opera” hadművelet (héber betűkkel מבצע אופרה Mivca Ópérá, izraeli angol átírással Mivtza Opera) az Izraeli Légierő bombatámadása volt a Bagdad mellett (é. sz. 33° 12′ 11″, k. h. 44° 31′ 05″33.203056°N 44.518056°E) francia segítséggel épülő, Osirak elnevezésű kutatóreaktor ellen, 1981. június 7-én. A majdnem kész atomreaktort az izraeli légierő támadása hasadóanyagokkal való feltöltése előtt rombolta le. A reaktort nem építették újjá.
Az akció során az izraeli légierő engedély nélkül használta Szaúd-Arábia légterét, ami diplomáciai feszültséget okozott. A nemzetközi jogot súlyosan megsértő támadás tíz iraki katonát és egy francia mérnököt ölt meg. Az izraeli repülőgépek, a csapást mérő nyolc F–16-os (a 107, 113, 118, 129, 239, 240, 243 és a 249 lajstromszámú gépek), pilótáik, többek között Ílán Rámón, a későbbi első izraeli űrhajós, Jiftah Spektor és Ámír Náhúmí) és a kíséretet adó hat F–15-ös veszteségek nélkül hazatértek. 
A támadást Izrael arra hivatkozva hajtotta végre, hogy a reaktor Irak atomfegyverprogramjának része, és ha üzembe helyezik, Iraknak tíz éven belül atomfegyvere lesz. Azonban a reaktort francia mérnökök üzemeltették volna, a NAÜ ellenőrzése alatt, mivel Irak, ellentétben Izraellel, 1968-tól tagja az Atomsorompó-egyezménynek. Az izraeli támadás széles körű nemzetközi felháborodást keltett. Izraelt az Egyesült Nemzetek Szervezete Biztonsági Tanácsa egyhangú határozatban ítélte el a támadásért, egyúttal felszólította, hogy atomlétesítményeit haladéktalanul helyezze a NAÜ ellenőrzése alá. A Biztonsági Tanács határozatának Izrael a máig sem tett eleget.

## Lásd még
- Gyümölcsöskert hadművelet
- Fókusz hadművelet